# 驛站
驛站，是古代供傳遞軍事情報的官員途中食宿、換馬的場所。古埃及第十二王朝時期就有傳遞訊息的記載。

## 歷史
殷墟出土的甲骨文被發現有（壴女）與（亻壴）字，是與傳遞訊息有關的文字。周朝就設有烽火台及郵驛傳遞軍事情報。
至漢朝每30里置驛，由太尉執掌。
唐朝郵驛設遍全國，分為陸驛、水驛及水陸兼辦三種，驿站设有驿舍，全国共有1,639个驿站，人员共20,000人，中央由兵部駕部郎中管轄，節度使下設館驛巡官4人，各縣由縣令兼理驛事。天宝十四年十一月九日，安禄山范陽起兵，两地相隔3,000里，6日後事件即傳至京城，可見效率迅速。杜牧的《過華清宮》絕句中有證：長安回望繡成堆，山頂千門次第開。一騎紅塵妃子笑，無人知是荔枝來。穿州過府，要拚命運送楊貴妃的荔枝，每年會累死幾匹馬、幾個可憐的驛官兵。
宋朝驛卒由兵卒擔任，規模不如唐朝。沈括的《夢溪筆談》說：“驛傳舊有步、馬、急遞三等，急遞最遽，日行四百里，唯軍興用之。熙寧中又有金字牌，急腳遞如古羽檄也，以朱漆木牌鑲金字，日行五百里”，岳飛一日之內在前線接到的十二道金牌，即是朱漆金字牌。
元朝疆域遼闊，為了維持龐大的帝國，於是強化了驛站制度，時稱站赤。馬可波羅所著的《馬可波羅行記》記載：“所有通至各省之要道上，每隔二十五邁耳（mile），或三十邁耳，必有一驛。無人居之地，全無道路可通，此類驛站，亦必設立。……合全國驛站計之，備馬有三十萬匹，專門欽使之用。驛站大房有一萬餘所，皆設備妍麗，其華靡情形，使人難以筆述也”。《經世大典》記載中國有站赤1,496處，藏區共設大驛站28處，小站約7至8處。
至明代更另外設立了遞運所，加強了物流信息。京師設置會同館及烏蠻驛，供予赴京公幹或者朝貢人員居住。萬曆以後，驛站制度弊窦丛生，大小官员往来于道路时，常常任意勒索夫、马，而且公器私用，“用于私事的占十分之八”，崇禎年間因而有節裁驛遞之舉。李自成因驛站被裁失業，愤而加入高迎祥的农民军，最後成為農民軍領袖，攻破北京，明朝滅亡。
清朝設驛站计共1,785处，京师设皇华驿，軍機處公文上有如註明「馬上飛遞」，規定日行300里，假如遇到緊急情況，可以日行400里、500里，甚至600里不等，最高速達800里，往往到站時人仰馬翻，俗稱“六百里加急”及“八百里加急”等，如此類推。

## 各國的類似場所
除了中國古代的驛站，在世界各地的類似場所有波斯的波斯御道、日本的宿場及美國的驛馬快信制。
隨著鐵路及汽車的發展，古代主要供官方及軍隊使用的驛站已式微，取而代之的是平民也可利用的車站與服務區，現今日語及韓語仍沿用「驛」稱呼車站。
現代的田徑競技「驛站接力賽」（駅伝競走）也是從古代的驛站發展而來。

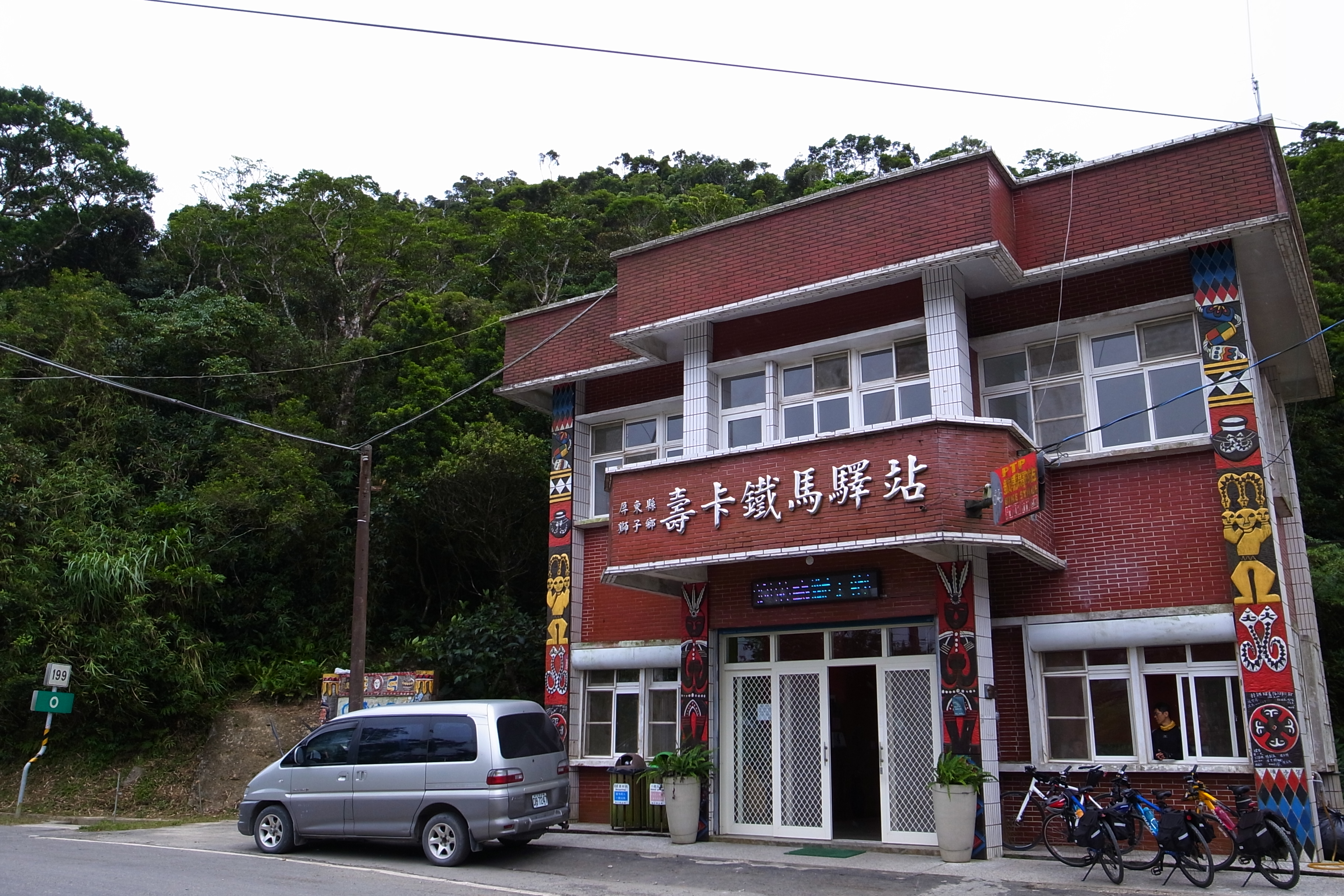

台灣的鐵馬驛站是提供自行車騎士的休息補給站，開始於2008年花蓮、屏東一些警察局派出所的為民服務項目，後擴至全台的騎自行車熱門路段。

## 延伸阅读
[在维基数据编辑]
 《欽定古今圖書集成·經濟彙編·戎政典·驛遞部》，出自陈梦雷《古今圖書集成》